# Andrena mojavensis
Andrena mojavensis is een vliesvleugelig insect uit de familie Andrenidae. De wetenschappelijke naam van de soort is voor het eerst geldig gepubliceerd in 1955 door Linsley & MacSwain.